# Periophthalmus chrysospilos
Periophthalmus chrysospilos es una especie de peces de la familia de los Gobiidae en el orden de los Perciformes.

## Morfología
Los machos pueden llegar a alcanzar los 12,9 cm de longitud total.

## Distribución geográfica
Se encuentra desde el este de la India hasta Indonesia.

## Observaciones
Es inofensivo para los humanos.